# N'Dingi Bokila
 (janvier 2017).
N'Dingi Bokila Mandjombolo est un footballeur zaïrois (de nos jours RD Congo), né le 27 novembre 1954. 
Il fut, entre autres, deux fois meilleur buteur de la Division 2 belge, sous la vareuse du K. RC Harelbeke, ce qui lui valut le surnom de la « Perle d'Harelbeke ».
Plusieurs de ses enfants sont aussi devenu footballeurs. Le plus connu est Jérémy qui est aussi devenu international congolais.